# Историја Чехословачке
Историја Чехословачке обухвата историју државе Чехословачке, од оснивања у јесен 1918. године, до распада крајем 1992. године. Чехословачка историја се дели на неколико периода, који обухватају: постанак и развој идеје о државном уједињењу Чеха и Словака, стварање и развој прве Чехословачке републике (1918—1938), период кризе и ратних, односно поратних година (1938—1948), период социјалистичке државности (1948—1990) и период државног распада (1990—1992)
Распадом Аустроугарске монархије на крају Првог светског рата (1918), створена је независна држава Чехословачка. Чеси и Словаци нису били на истом нивоу политичког и друштвеног развоја, али им је слобода и шанса у независној Чехословачкој омогућила да направе кораке ка превазилажењу ових неједнакости. Међутим, разлика између култура никада није била у потпуности превазиђена а ова несагласност одиграла је ометајућу улогу током седамдесет пет година постојања заједничке државе.

## Политичка позадина

### До 1918.
Стварање Чехословачке 1918. године било је кулминација борбе за етнички идентитет и самоопредељење. Чеси су живели првенствено у Чешкој од 6. века, а немачки имигранти су се населили на боемској периферији још од 13. века. Након 1526. Бохемија је дошла под контролу Хабсбуршког дома, јер су њихови потомци постали изабрани владари Чешке, затим наследни владари земље. Након битке на Белој гори 1620. године, Краљевина Бохемија се постепено интегрисала у хабсбуршку монархију као један од три главна дела, заједно с аустријским надвојводством и Краљевином Угарском. Са порастом националистичких политичких и културних покрета у чешким земљама и словачким земљама (словачки народни препород подстакнут од стране Људовита Штура), растуће етничке тензије у комбинацији са репресивним верским и етничким политикама (као што је присилна мађаризација Словака) потиснула је кохезију мултинационалне Аустро-Угарске империје којом су Хабсбурговци владали до прекида.
Субјекти целог Аустроугарског царства желели су се ослободити владавине старе аристократије и царске породице. Ова фрустрација је делимично ублажена увођењем локалних етничких заступљености и језичких права, међутим Први светски рат зауставио је ове реформске напоре и на крају изазвао унутрашњи колапс Аустроугарске империје и ослобађање субјеката као што су Чеси и Словаци.
Иако Чеси и Словаци говоре језике који су веома слични, политичка и социјална ситуација чешког и словачког народа била је веома различита крајем 19. века. Разлог је био различит став и положај њихових владара - Аустријанаца у Чешкој и Моравској, и Мађара у Словачкој - унутар Аустроугарске. Бохемија је била најиндустријализованији део Аустрије, а Словачка је била најиндустријализованији део Мађарске - међутим на веома различитим нивоима развоја.. Штавише, Мађари су били много одлучнији да асимилирају Словаке него што су Аустријанци хтели да асимилирају Чехе.
Почетком 20. века, идеја о „чешко-словачком” ентитету почела је да се заговара од неких чешких и словачких лидера након што су се контакти између чешких и словачких интелектуалаца интензивирали 1890-их. Упркос културним разликама, Словаци су имали сличне аспирације са Чесима како би имали независност од Хабсбуршке државе.
1917. године, током Првог светског рата, Томаш Масарик је основао Национални савет Чехословачке заједно са Едвардом Бенешом и Миланом Штефаником. Масарик у Сједињеним Државама, Штефаник у Француској и Бенеш у Француској и Великој Британији неуморно су радили на признавању државе код Савезника. Око 1,4 милиона чешких војника борило се у Првом светском рату, од којих је 150.000 умрло.
Више од 90.000 чешких и словачких добровољаца формирало је чехословачке легије у Русији, Француској и Италији, где су се бориле против централних сила, а касније и са белим руским снагама против бољшевичких трупа. Понекад су контролисали већи део Транссибирске железнице, а индиректно су учествовали у убиству руског цара и његове породице 1918. године. Циљ им је био да добију подршку савезника за независност Чехословачке. Успели су по свим тачкама. Када су тајни разговори између савезника и аустријског цара Карла I (1916—18) пропали, савезници су ипак признали у лето 1918. Чехословачко национално веће које је било језгро будуће чехословачке владе.

### Прва република 1918—1938.
Независност Чехословачке је званично проглашена у Прагу 28. октобра 1918. у дворани Сметана у општинском дому. Словаци су се званично придружили држави два дана касније при проглашењу у граду Мартину. Усвојен је привремени устав, а Томаш Масарик је проглашен за председника 14. новембра. Споразум у Сен Жермену (1919), потписан у септембру, формално је признао нову републику. Чехословачкој је 1919. године прикључена и тадашња Русинска Крајина, која је организована као аутономна област под називом: Поткарпатска Русија. Нове границе Чехословачке признала је Мађарска, потписивањем Тријанонског мировног споразума у јуну 1920. Било је и разних граничних сукоба између Пољске и Чехословачке због анексије у региону Заолзие.
Нову државу окарактерисали су проблеми са етничком разноликошћу, одвојене историје чешког и словачког народа и њихове веома различите религијске, културне и друштвене традиције. Немци и Мађари Чехословачке отворено су узнемиравали територијална насеља, јер границе нове државе нису одговарале језичкој граници између немачког и чешког, мађарског и чешког, али су укључивале и земље које су већином говориле немачки и мађарски говорници. Ипак, нова република је видела пролазак низа прогресивних реформи у областима као што су становање, социјална сигурност и права радника.
Нова нација је имала популацију од преко 13,5 милиона и нашла се под контролом 70 % до 80 % свих индустрија бивше Аустроугарске монархије, што јој је дало статус једне од десет најиндустријализованих земаља света. Ипак, чешке земље су биле много индустријализованије од Словачке. Већина лаких и тешких индустрија налазила се у Судету, у којем су доминирали Немци, а већина индустријских концерна контролисана је од стране Немаца и банака у власништву Немачке.
1929. године бруто домаћи производ порастао је за 52 %, а индустријска производња за 41 % у односу на 1913. Године 1938, Чехословачка је заузела 10. место у свету за индустријску производњу.
Чехословачка држава је замишљена као репрезентативна демократија. Устав је „чехословачку нацију” означио као креатора чехословачке државе и успоставио чешки и словачки као званичне језике. Концепт чехословачке нације био је неопходан да би се оправдало оснивање Чехословачке пред светом, иначе би статистичка већина Чеха у поређењу са Немцима била прилично слаба.
Рад нове чехословачке владе одликовао се својом политичком стабилношћу. Углавном су за то одговорне добро организоване политичке партије које су настале као прави центри моћи. Након 1933. Чехословачка је остала једина демократија у централној и источној Европи.

### Друга република 1938—1939.
Иако је Чехословачка била једина централноевропска земља која је остала парламентарна демократија током читавог периода од 1918. до 1938. године, суочавала се са проблемима тј. са етничким мањинама као што су Мађари, Пољаци и Судетски Немци, од којих је најважнија била немачко становништво велике земље. Немци су чинили 3 до 3,5 милиона од 14 милиона међу међуратном популацијом Чехословачке и били су углавном концентрисани у чешким и моравским пограничним областима, познатим као Судетенланд на немачком. Неки припадници ове мањине, који су углавном били наклоњени Немачкој, покушали су да поткопају нову чехословачку државу.
Успон Адолфа Хитлера у нацистичкој Немачкој 1933, немачка анексија Аустрије 1938, резултирајуће оживљавање ревизионизма у Мађарској, агитација за аутономију у Словачкој и политика помирења западних сила Француске и Уједињеног Краљевства напустила је Чехословачку без ефективних савезника, изложена непријатељској Немачкој и Мађарској са три стране и нескладној Пољској на северу.
Након преузимања Аустрије, Чехословачка ће постати Хитлерова следећа мета. Немачка националистичка мањина у Чехословачкој, коју је предводио Конрад Хенлеин, подржан од стране Хитлера, захтевао је уједињење претежно немачких округа у земљи с Немачком. Дана 17. септембра 1938. године Хитлер је наредио оснивање Sudetendeutsches Freikorps, паравојне организације која је преузела структуру Ordnersgruppe, организације етничких Немаца у Чехословачкој која је раскинута од стране чехословачке власти претходног дана због њене импликације у великом броју терористичке активности. Организацију су заштитиле, обучавале и опремале немачке власти и проводиле су прекограничне терористичке операције на територији Чехословачке. Ослањајући се на Конвенцију о дефиницији агресије, председник Чехословачке Едвард Бенеш и влада у егзилу касније су 17. септембра 1938. сматрали почетком непријављеног немачко-чехословачког рата. Овако је и разумео и савремени чешки уставни суд.
Хитлер је изнудио уступање Чешке, Моравске и Чешке Шлеске границе преко Минхенског споразума 29. септембра 1938. који су потписале Немачка, Италија, Француска и Британија. Чешко становништво у припојеним земљама требало је бити присилно протерано.
Нашавши се напуштеном од стране западних сила, чехословачка влада се сложила да се придржава споразума. Бенеш је поднео оставку на место председника Чехословачке Републике 5. октобра 1938. године, побегао је у Лондон и наследио га је Емил Хаха. Почетком новембра 1938. године, резултатом споразума у Минхену, Чешка и Словачка су присиљене да уступе јужну Словачку (једну трећину словачке територије) Мађарској. Након ултиматума 30. септембра (али без консултација са другим земљама), Пољска је спорни регион Заолзие добила као територијалну цесију убрзо након Минхенског споразума, 2. октобра. Ултиматум је послан само након чешког захтева.
Чеси у веома ослабљеној Чехословачкој републици били су приморани да дају велике уступке не-Чесима који живе у земљи. Извршни одбор Словачке народне партије састао се у Жилини 5. октобра 1938. године, и уз пристанак свих словачких странака, осим социјалдемократа, формирао је аутономну словачку владу под Јозефом Тисом. Слично томе, две велике фракције у субкарпатској Русији, русофили и украјофили, сложиле су се о оснивању аутономне владе која је конституисана 8. октобра 1938. Крајем новембра 1938. године, скраћена држава, преименована у Чешко-Словачка (такозвана Друга Република), реконституисана је у три аутономне јединице: чешке земље (тј. Бохемија и Моравска), Словачка и Поткарпатска Русија (која је потом добила нови обласни назив: Карпатска Украјина).
Словачка држава је 14. марта 1939. прогласила своју независност као држава сателит под Јозефом Тисом. Хитлер је присилио Емила Хаху да преда остатак Бохемије и Моравије немачкој контроли 15. марта 1939. године, оснивајући Немачки протекторат Бохемије и Моравске. Истог дана, Карпатско-украјинска покрајина прогласила је своју независност и одмах је нападнута и припојена Мађарској. Коначно, 23. марта, Мађарска је напала и окупирала неке даље делове источне Словачке из Карпатско-украјинске покрајине.

### Други светски рат
Бенеш и други чехословачки прогнаници у Лондону организовали су чехословачку владу у егзилу и преговарали о добијању међународног признања за владу и одрицању од Минхенског споразума. Влада је призната од стране владе Уједињеног Краљевства уз одобрење министра спољних послова Лорда Халифака 18. јула 1940. године. У јулу и децембру 1941. године Совјетски Савез и Сједињене Државе такође су признале прогнану владу.
Чехословачке војне јединице су се бориле заједно са савезничким снагама. Децембра 1943. Бенешова влада је склопила уговор са Совјетским Савезом. Бенеш је радио како би чехословачке комунистичке прогнанике довео у активну сарадњу са својом владом, нудећи далекосежне уступке, укључујући национализацију тешке индустрије и стварање локалних комитета на крају рата (што се заиста и догодило). У марту 1945. године дао је кључне позиције кабинета чехословачким комунистичким прогнаницима у Москви.
Убиство Рајнхарда Хајдриха 1942. године од стране чешких и словачких командоса под вођством Јана Кубиша и Јозефа Габчика довели су до одмазде, укључујући и уништење села Лидице. Сви одрасли мушки становници су погубљени, док су жене и деца пребачени у концентрационе логоре. Сличну судбину срео је и село Лежаки а касније на крају рата и Јаворичко.
Едвард Бенеш је 8. маја 1944. године потписао споразум са совјетским лидерима у којем се наводи да ће чехословачка територија коју су ослободиле совјетске војске бити стављена под чехословачку цивилну контролу.
Од 21. септембра 1944. године, Чехословачка је ослобођена од стране совјетских трупа Црвене армије, уз подршку чешког и словачког отпора, од истока према западу; само југозападна Чешка је ослобођена од других савезничких трупа (тј. америчке војске) са запада. У мају 1945. америчке снаге ослободиле су град Плзењ. Цивилни устанак против нацистичког гарнизона одржан је у Прагу у мају 1945. године. Отпор је помогла тешко наоружана руска Ослободилачка војска, тј. Војска генерала Власова, снага састављена од совјетских ратних заробљеника које су организовали Немци који су се сада окренули против њих.
Главна бруталност претрпљена у земљама предратне Чехословачке дошла је као непосредна последица немачке окупације у Протекторату, распрострањеног прогона Јевреја а након словачког националног устанка у августу 1944. и репресија у Словачкој. Упркос опресивности владе немачког Протектората, Чехословачка није трпела степен губитка становништва који је био присутан током Другог светског рата у земљама као што су Пољска и Совјетски Савез, и избегла је систематско уништавање њене инфраструктуре. Братислава је преузета од Немаца 4. априла 1945, а Праг 9. маја 1945. од стране совјетских трупа. И совјетске и савезничке трупе повучене су исте године.
Уговор из Карпатско-Украјинске покрајине у Совјетском Савезу потписан је у јуну 1945. између Чехословачке и Совјетског Савеза, након очигледно намештеног совјетског референдума у Карпатско-Украјинској покрајини. Споразум из Потсдама предвиђао је протеривање судетских Немаца у Немачку под надзором Савезног контролног већа. Одлуке о мађарској мањини вратиле су се чехословачкој влади. У фебруару 1946. године, мађарска влада се сложила да Чехословачка може иселити што више Мађара јер су у Мађарској били Словаци који желе да се врате у Чехословачку.

### Трећа република 1945—1948.
Трећа република настала је у априлу 1945. године. Њена влада, основана у Кошицама 4. априла, затим премештена у Праг у мају, била је коалиција Националног фронта у којој су три социјалистичке партије - Комунистичка партија Чехословачке (КСЧ), чехословачка социјална странка демократске партије, и Чехословачке Националне Социјалистичке партије - доминирале. Неке социјалистичке партије биле су укључене у коалицију, међу њима Католичка народна партија (у Моравској) и Демократска странка Словачке.
Након предаје нацистичке Немачке, око 2,9 милиона етничких Немаца је протерано из Чехословачке уз одобрење савезника а њихова имовина и права су проглашени неважећим по Бенешовим декретима.
Чехословачка је убрзо дошла у совјетску сферу утицаја. Народни ентузијазам који су изазвале совјетске војске ослобођења (о чему је одлучивао компромис савезника и Јосифа Стаљина на конференцији у Јалти 1944) користио је Комунистичкој партији. Чехословаци, горко разочарани Западом због Минхенског споразума (1938), позитивно су одговориле и на Комунистичку партију и на Совјетски Савез. Након рата уједињени у једну државу, Чеси и Словаци су поставили националне изборе за пролеће 1946. године.
Демократски елементи, предвођени председником Едвардом Бенешом, надали су се да ће Совјетски Савез омогућити Чехословачкој слободу да изабере облик власти и да се заложи за Чехословачку која ће бити мост између Истока и Запада. Комунисти су осигурали снажну заступљеност у народно изабраним националним одборима, новим органима локалне управе. На изборима у мају 1946. године, КСЧ је добила највећи број гласова у чешком делу биетничке земље (40,17 %), а мање-више антикомунистичка демократска странка победила је у Словачкој (62 %).
Међутим, КСЧ је освојила само 38 % гласова на нивоу земље. Едвард Бенеш је наставио да ради као председник републике, док је комунистички вођа Клемент Готвалд постао премијер. Најважније, иако су комунисти имали само мањи број портфолија, могли су да стекну контролу над већином кључних министарстава.
Иако је влада на челу са комунистима првобитно намеравала да учествује у Маршаловом плану, Кремљ га је присилио да се повуче. 1947. Стаљин је позвао Готвалда у Москву. По повратку у Праг, КСЧ је показала значајну радикализацију своје тактике. Дванаест некомунистичких министара су 20. фебруара 1948. поднели оставке, делимично да наведу Бенеша да позове на превремене изборе; међутим, Бенеш је одбио да прихвати оставке владе и није расписао изборе. У међувремену, КСЧ је распоредила своје снаге за чехословачки државни удар 1948. Министарство унутрашњих послова под контролом комуниста распоредило је полицијске пуке у осетљива подручја и опремило радничку милицију. 25. фебруара Бенеш, можда се плашећи совјетске интервенције, је капитулирао. Прихватио је оставке министара дисидента и добио нову листу кабинета од Готвалда, чиме је завршио комунистичко преузимање под окриљем површне законитости.
10. марта 1948. године, министар спољних послова Јан Масарик пронађен је мртав у сумњивим околностима које још увек нису дефинитивно доказале да представљају било самоубиство или политичко убиство.

### Социјалистичка република 1948—1989.
У фебруару 1948. комунисти су преузели власт у чехословачком државном удару 1948. године, а Едвард Бенеш је отворио нови кабинет на челу с Клементом Готвалдом. Чехословачка је проглашена „народном демократијом” (до 1960) - прелиминарни корак ка социјализму и на крају, комунизму. Уведен је бирократски централизам под водством руководства Комунистичке партије. Дисидентски елементи су очишћени са свих нивоа друштва, укључујући и римокатоличку цркву. Идеолошки принципи марксизма-лењинизма и социјалистичког реализма прожимали су културни и интелектуални живот. Пошто је изгнана јака немачка мањина у земљи, села и градови бивше Судетске земље, где су Немци формирали већину, поново су се населили са новим грађанима Чехословачке који су могли да купе куће бивших немачких становника од државе.
Привреда је била посвећена свеобухватном централном планирању и укидању приватног власништва над капиталом. Чехословачка је постала сателитска држава Совјетског Савеза; била је једна од оснивача Савета за узајамну економску помоћ 1949. и Варшавског пакта 1955. године. Постизање совјетског командног социјализма постало је призната политика владе.
Словачка аутономија била је ограничена; Комунистичка партија Словачке (КСС) је поново била уједињена са КСЧ (Комунистичка партија Чехословачке), али је задржала свој идентитет. Након совјетског примера, Чехословачка је почела да наглашава брз развој тешке индустрије. Иако је индустријски раст Чехословачке од 170 % између 1948. и 1957. године био импресиван, био је далеко већи него у Јапану (300 %) и Савезној Републици Немачкој (скоро 300 %) и више него у Аустрији и Грчкој.
Едвард Бенеш је одбио да потпише комунистички устав из 1948. године (Девети мајски устав) и дао оставку на место председника; наследио га је Клемент Готвалд. Готтвалд је умро у марту 1953. Наследио га је Антоњин Запотоцки као председник и Антоњин Новотни као шеф КСЧ-а.
У јуну 1953. хиљаде радника у Плзену ступило је у штрајк како би демонстрирало против валутне реформе која се сматрала потезом да се учврсти совјетски социјализам у Чехословачкој. Демонстрације су завршиле без значајног крвопролића, разочаравајући америчког директора централне обавештајне службе Алена Дулеса, који је желео изговор да помогне чехословачком становништву како би радили против Совјета. Више од једне деценије након тога, чехословачка комунистичка политичка структура била је окарактерисана православљем руководства страначког шефа Антонина Новотнија, који је постао председник 1957. године, када је Запотоцки умро.
Педесетих година, стаљинисти су оптуживали своје противнике за „заверу против демократског поретка народа” и „велеиздају” како би их избацили са позиција моћи. Све у свему, Комунистичка партија је судила 14 својим бившим вођама у новембру 1952. и осудила их на смрт. Велике хапшења комуниста и социјалиста са „међународном” позадином, тј. оних са ратном везом са Западом, ветеранима шпанског грађанског рата, Јеврејима и словачким „буржоаским националистима”, пратила су јавна суђења. Исход ових суђења, који служе комунистичкој пропаганди, често је био познат унапред, а казне су биле изузетно тешке.
Устав из 1960. прогласио је победу социјализма и прогласио Чехословачку за социјалистичку Републику.
Дестаљинизација је имала касни почетак у Чехословачкој. Почетком 1960-их, чехословачка економија је постала стагнирајућа. Стопа индустријског раста била је најнижа у источној Европи. Као резултат тога, странка је 1965. године одобрила Нови економски модел, уводећи елементе слободног тржишта у економију. Демократски централизам је редефинисан, стављајући већи нагласак на демократију. Водећа улога Комунистичке партије је поново потврђена, али ограничена. Словаци су се залагали за федерализацију. 5. јануара 1968. године, Централни комитет КСЧ-а изабрао је Александра Дупчека, словачког реформатора, који је заменио Новотнија као првог секретара КСЧ-а. Дана 22. марта 1968, Новотни је поднео оставку на место председника и наследио га је генерал Лудвик Свобода.

### Прашко пролеће 1968.
Дупчек је спровео реформски покрет корак даље у правцу либерализма. Након оставке Новотнија, цензура је укинута. Штампа, радио и телевизија су мобилисани у сврху реформистичке пропаганде. Покрет за демократизацију социјализма у Чехословачкој, који је раније био ограничен углавном на страначку интелигенцију, стекао је нову динамику у пролеће 1968. Радикални елементи су нашли израз; у штампи су се појавиле антисовјетске полемике; социјалдемократе су почеле да формирају одвојену странку; створени су нови неповезани политички клубови.
Партијски конзервативци су позвали на спровођење репресивних мера, али је Дупчек саветовао модерирање и поново нагласио руководство КСЧ. Поред тога, руководство Дупчека позвало је на политичко-војне промене у Варшавском пакту и Савету за узајамну економску помоћ. Руководство је потврдило своју оданост социјализму и Варшавском пакту, али и изразило жељу за побољшањем односа са свим земљама света, без обзира на њихове друштвене системе.
Програм усвојен у априлу 1968. године поставља смернице за модерну, хуманистичку социјалистичку демократију која би, између осталог, јамчила слободу вероисповијести, слободу окупљања, говора и путовања, програм који би, према Дупчековим речима, дао социјализму „људско” лице." Након 20 година малог учешћа јавности, становништво се постепено почело занимати за власт, а Дупчек је постао истински популарна национална фигура.
Унутрашње реформе и изјаве о спољној политици водства Дупчека створиле су велику забринутост међу неким владама Варшавског пакта. Као резултат тога, трупе земаља Варшавског пакта (изузев Румуније) су увеле совјетску инвазију на Чехословачку у ноћи 20-21. августа 1968. Две трећине централног комитета КСЧ противиле су се совјетској интервенцији. Популарна опозиција одржала је бројне спонтане чинове ненасилног отпора. У Прагу и другим градовима широм републике, Чеси и Словаци поздравили су војнике Варшавског пакта аргументима и прекорима.
Чехословачка влада је изјавила да трупе Варшавског пакта нису биле позване у земљу и да је њихова инвазија била кршење социјалистичких принципа, међународног права и Повеље УН. Дупчек, који је ухапшен у ноћи 20. августа, одведен је у Москву на преговоре. Резултат је био Брежњевљева доктрина ограниченог суверенитета, која је омогућила јачање КСЧ, строгу партијску контролу медија и потискивање Чехословачке социјалдемократске партије.
Главни чехословачки реформатори су насилно и тајно одведени у Совјетски Савез, где су потписали уговор који је предвиђао „привремено смештање” неодређеног броја совјетских трупа у Чехословачкој. Дурчек је смењен као први секретар странке 17. априла 1969. а замењен је другим Словаком Густав Хусаком. Касније, Дупчек и многи од његових савезника у странци били су лишени својих страначких позиција у чистки која је трајала до 1971. и смањила број странака за скоро трећину.
19. јануара 1969. студент Јан Палах се запалио у Прагу на Вјенчеславовом тргу у знак протеста против инвазије Совјетског Савеза на Чехословачку, акција је шокирала многе широм света.

### 1969—1989.
Словачки део Чехословачке остварио је значајан напредак у индустријској производњи шездесетих и седамдесетих година. До 1970-их, њена индустријска производња била је близу паритета у односу на чешке земље. Словачки национални доходак по глави становника порастао је са нешто више од 60 % националног дохотка у Чешкој и Моравској 1948. на скоро 80 процената у 1968. години а словачка моћ по глави становника била је једнака оној код Чеха 1971. године.
Дупчек је остао на дужности тек до априла 1969. Густав Хусак (центрист и један од словачких „буржоаских националиста” који је био заточен од стране свје КСЧ 1950-их) именован је за првог секретара. Покренут је програм „нормализације” - обнове континуитета са периодом пре реформе. Нормализација је подразумевала темељну политичку репресију и повратак идеолошкој складности. Нова чистка очистила је чехословачко вођство свих реформских елемената.
Антисовјетске демонстрације у августу 1969. године довеле су до периода оштре репресије. Седамдесете и осамдесете постале су познате као период „нормализације”, у којем су апологети совјетске инвазије 1968. спречили свако противљење њиховом конзервативном режиму. Политички, друштвени и економски живот је стагнирао. Становништво, које је страховало од „нормализације”, било је тихо. Једина ствар која је била потребна током прашког пролећа је била федерализација земље (од 1969), која је, међутим, била мање-више само била формална у оквиру нормализације. Новостворена Савезна скупштина (тј. Савезни парламент), која је заменила Народну скупштину, требало је да ради у блиској сарадњи са Чешким националним саветом и словачким Националним саветом (тј. Националним парламентима).
Године 1975, Густав Хусак је додао позицију председника на место шефа странке. Хусаков режим захтевао је усаглашеност и послушност у свим аспектима живота. Хусак је такође покушао да добије пристанак на своју владавину обезбеђујући побољшани животни стандард. Вратио је Чехословачку у ортодоксну командну економију са великим нагласком на централно планирање и наставио да продужава индустријализацију.
Неко време политика се чинила успешном. Међутим, осамдесете су биле мање или више период економске стагнације. Друга карактеристика Хусакове владавине била је стална зависност од Совјетског Савеза. Осамдесетих година 20. века, око 50 % спољне трговине Чехословачке је било са Совјетским Савезом, а скоро 80 % је било са комунистичким земљама.
Током седамдесетих и осамдесетих година, режим је био изазван од стране појединаца и организованих група које су тежиле независном размишљању и активностима. Прва организована опозиција појавила се под окриљем Повеље 77. Дана 6. јануара 1977. године, у западно-немачким новинама појавио се манифест под називом Повеља 77. Оригинални манифест је наводно потписало 243 особе; међу њима су били уметници, бивши јавни званичници и друге истакнуте личности.
Повеља је до краја 1977. имала преко 800 потписа, укључујући раднике и младе. Влада је критиковала владу због тога што није имплементирала одредбе о људским правима које је потписала, укључујући и властити устав државе, међународне споразуме о политичким, грађанским, економским, социјалним и културним правима и Завршни акт Конференције за сигурност и сарадњу у Европи. Иако нису били организовани у стварном смислу, потписници Повеље 77 чинили су грађанску иницијативу која је имала за циљ да подстакне чехословачку владу да поштује формалне обавезе како би потшовала људска права својих грађана.
Потписници су ухапшени и испитивани, често је долазило до отпуштања са посла. Будући да је религија нудила могућности за размишљање и активности неовисне о држави, она је такође била строго ограничена и контролисана. Свештеници су морали бити лиценцирани. За разлику од Пољске, неслагање и независна активност у Чехословачкој су били ограничени на релативно мали део становништва. Многи Чеси и Словаци су тада емигрирали на Запад.

### Крај комунистичке ере
Иако је у марту 1987. Хусак обавезао Чехословачку да следи програм перестројке Михаила Горбачова, то се у стварности није догодило. Дана 17. децембра 1987. Хусак, који је био удаљен месец дана од свог седамдесет петог рођендана, дао је оставку на место шефа КСЧ. Међутим, он је задржао своју позицију председника Чехословачке и пуноправно чланство на председништву КСЧ. Милош Јакеш, који је заменио Хусака на место првог секретара КСЧ, није ништа променио. Спор ритам чехословачког реформског покрета био је иритант за совјетско руководство.
Прва анти-комунистичка демонстрација одржана је 25. марта 1988. у Братислави (демонстрација Свећа у Братислави). Било је то неовлашћено мирно окупљање око 2.000 (других извора 10.000) римокатолика. Демонстрације су се такође десиле 21. августа 1988. (годишњица совјетске интервенције 1968. године) у Прагу, 28. октобра 1988. (оснивање Чехословачке 1918. године) у Прагу, Братислави и неким другим градовима, у јануару 1989. (смрт Јана Палаха 16. јануара 1969), 21. августа 1989. и 28. октобра 1989.

### Плишана револуција
Антикомунистичка револуција почела је 16. новембра 1989. у Братислави, демонстрацијом словачких студената универзитета за демократију и наставила се са добро познатом сличном демонстрацијом чешких студената у Прагу 17. новембра.
Комунистичка полиција је 17. новембра 1989. године насилно прекинула мирну демонстрацију за демократију, која је брутално пребила многе студенте. У наредним данима, Повеља 77 и друге групе удружиле су се како би постале Грађански форум, кровна група која се залаже за бирократске реформе и грађанске слободе. Њен вођа је био дисидентски драмски писац Вацлав Хавел. Намерно избегавајући ознаку „партија”, реч која је добила негативну конотацију током претходног режима, Грађански форум је брзо добио подршку милиона Чеха као и Словака.
Суочени са свеопштим одбијањем јавности, Комунистичка партија је пропала. Њени лидери, Хусак и шеф странке Милош Јакеш, поднели су оставке у децембру 1989. године, а Хавел је 29. децембра изабран за председника Чехословачке. Запањујућа брзина ових догађаја је делом била последица непопуларности комунистичког режима и промена у политици његовог совјетског гаранта, као и брзе и ефикасне организације ових јавних иницијатива у одрживу опозицију.

### Демократска Чехословачка
Коалициона влада у којој је Комунистичка партија имала мањину министарских позиција, формирана је у децембру 1989. године. Први слободни избори у Чехословачкој од 1946. године одржани су у јуну 1990. године без инцидената и са више од 95 % гласања становништва. Као што се и очекивало, Грађански форум и Јавно против насиља су победили у својим републикама и стекли удобну већину у савезном парламенту. Парламент је предузео значајне кораке у правцу обезбеђивања демократске еволуције Чехословачке. Успешно се кренуло ка правичним локалним изборима у новембру 1990. године, осигуравајући темељне промене на општинском и градском нивоу.
Грађански форум је, међутим, установио да је, иако је успешно испунио свој примарни циљ - збацивање комунистичког режима - био неучинковит као владајућа странка. Губитак Грађанског форума већина је сматрала неопходним и неизбежним.
До краја 1990. године незванични парламентарни „клубови” су се развили са јасним политичким програмима. Најутицајнија је била Грађанска демократска странка на челу са Вацлавом Клаусом. Друге значајне странке које су настале након поделе биле су Чешка Социјалдемократска партија, Грађански покрет и Грађански демократски савез.

### Подела Чехословачке
До 1992. словачки позиви на већу аутономију ефективно су блокирали свакодневно функционисање савезне владе. На изборима у јуну 1992. Клаусова Грађанска демократска партија је у чешким земљама добила велику добит на платформи за економске реформе. Покрет Владимира Мечјара за демократску Словачку постао је водећа странка у Словачкој, заснивајући свој апел на правичности на словачке захтеве за аутономијом. Федералисти, попут Хавела, нису били у стању да задрже тренд ка подели. У јулу 1992, председник Хавел је поднео оставку. У другој половини 1992. године Клаус и Мечјар постигли су споразум да ће две републике до краја године ићи својим путем.
Чланови парламента Чехословачке (Савезне скупштине), подељени по националним линијама, једва су довољно сарађивали да би усвојили закон који је званично раздвојио два народа крајем 1992. године. 1. јануара 1993. Чешка Република (Чешка) и Словачка Република (Словачка) биле су истовремено и мирно основане.
Односи између две државе, упркос повременим споровима о подели федералне имовине и управљању границом, били су мирни. Обе државе су одмах добиле признање од САД и њихових европских суседа.

## Економија Чехословачке
У време комунистичког преузимања, Чехословачка је девастирана Другим светским ратом. Скоро милион људи, од предратне популације од 15 милиона, убијено је. Додатних 3 милиона Немаца протерано је 1946. године. Влада је 1948. године почела да наглашава тешку индустрију над пољопривредним и потрошачким производима и услугама. Многе основне индустрије и спољна трговина, као и домаћа трговина на велико, национализоване су пре него што су комунисти преузели власт. Национализација већине малопродаје је завршена 1950—1951.
Тешка индустрија добила је велику економску подршку током 1950-их. Иако је радна снага традиционално била квалификована и ефикасна, неадекватни подстицаји за рад и управљање допринели су високој флуктуацији радне снаге, ниској продуктивности и лошем квалитету производа. Економски неуспеси су достигли критичну фазу шездесетих година, након чега су тражене различите мере реформе без задовољавајућих резултата.
Нада за широку економску реформу дошла је са порастом Александра Дупчека у јануару 1968. године. Упркос новим напорима, међутим, Чехословачка се није могла суочити са инфлаторним снагама а још мање започети огроман задатак исправљања основних економских проблема.
Економија је забележила раст током седамдесетих, али је онда стагнирала између 1978. и 1982. године. Покушаји ревитализације током 1980-их са програмима за подстицање руководства и радника били су углавном неуспешни. Економија је расла након 1982. године, постижући годишњи просечни раст производње од више од 3 % између 1983. и 1985. године. Увоз са Запада је ограничен, извоз је ојачан, а дуг у валути знатно смањен. Нове инвестиције су извршене у електронском, хемијском и фармацеутском сектору, који су били индустријски лидери у источној Европи средином 1980-их.